# Gobius tetrophthalmus
Gobius tetrophthalmus är en fiskart som beskrevs av Alberto Brito och Miller 2001. Gobius tetrophthalmus ingår i släktet Gobius och familjen smörbultsfiskar. Inga underarter finns listade i Catalogue of Life.